# Marques Houston
Marques Barrett Houston (nasceu em 4 agosto de 1981), conhecido como Batman, é um cantor de R&B, compositor, rapper e ator norte-americano. Um membro do grupo de R&B Immature/IMx de 1992 até 2001, e fez carreira solo em 2003. Como ator, ele é mais conhecido pelo papel de Roger Evans na comédia televisiva Sister, Sister.

## Infância
Marques nasceu em Los Angeles, no estado da Califórnia, de Michael e Carolyn Houston. Ele é também o primo mais velho de J-Boog, do B2K.

## Vida pessoal
Marques Houston perdeu a mãe por linfoma em 1997.
Em 2007, imagens começaram a aparecer de Marques Houston e a labelmate T.U.G dele, a cantora Jamila "Mila J" Chilombo (anteriormente dos grupos de R&B Gyrl e Dame Four) se beijando e de mãos dadas. Dizia-se em alguns relatos de que as fotos eram velhas e que Houston e Chilombo tinham já terminado o relacionamento. Chilombo é a irmã da cantora Jhené Aiko. Também em 2007, blogs começaram a informar que Houston estava noivo da atriz de My Wife and Kids, Jennifer Freeman. Os dois estrelaram juntos no filme de 2004, You Got Served. Este relato foi nem confirmado e nem negado por Houston ou Freeman.
Em março de 2010, Omarion postou fotos na rede social Twitter de Marques e a namorada dele, Marlena, celebrando os dois anos de de namoro deles.

## Discografia
Álbuns de estúdio
- 2003: MH
- 2005: Naked
- 2007: Veteran
- 2009: Mr. Houston
- 2010: Mattress Music
- 2013: Famous